# جام یوروامریکانا ۲۰۱۳
جام یوروامریکانا ۲۰۱۳ اولین نسخه از جام یوروامریکانا بود، یک تورنمنت دوستانه فوتبال مردان که توسط دایرکت‌تی‌وی ایجاد شد. این دوره از ۲۰ ژوئیه تا ۴ اوت ۲۰۱۳ در مکان‌های مختلف در سراسر آمریکای جنوبی برگزار شد. یازده تیم از کونمبول و یوفا در مسابقات شرکت کردند. اروپا با نتیجه ۶–۲ قهرمان جام شد و آمریکای جنوبی را شکست داد.

## فرمت
هر مسابقه به مدت ۹۰ دقیقه برگزار می‌شد. در صورت تساوی بعد از ۹۰ دقیقه، برنده از طریق ضربات پنالتی مشخص می‌شد. به تیم برنده هر مسابقه یک امتیاز تعلق گرفت و کنفدراسیونی که بیشترین امتیاز را در پایان مسابقات کسب کرده بود قهرمان اعلام شد.

## شرکت کنندگان
| کنفدراسیون | تیم                  |
| ---------- | -------------------- |
| کونمبول    | استودیانتس           |
| کونمبول    | یونیورسیداد کاتولیکا |
| کونمبول    | اتلتیکو ناسیونال     |
| کونمبول    | میلوناریوس           |
| کونمبول    | بارسلونا             |
| کونمبول    | اسپورتینگ کریستال    |
| کونمبول    | ناسیونال             |
| کونمبول    | دپورتیوو آنسوآتگی    |
| یوفا       | اتلتیکو مادرید       |
| یوفا       | سویا                 |
| یوفا       | پورتو                |

## ورزشگاه‌ها
| بوگوتا           | لیما                          | لا پلاتا                      | گوایاکیل                       |
| ---------------- | ----------------------------- | ----------------------------- | ------------------------------ |
| ورزشگاه ال کمپین | ورزشگاه ملی                   | ورزشگاه سیوداد د لا پلاتا     | ورزشگاه مونومنتال              |
| کلمبیا           | پرو                           | آرژانتین                      | اکوادور                        |
| گنجایش: ۳۶,۳۴۳   | گنجایش: ۵۰,۰۰۰                | گنجایش: ۵۳,۰۰۰                | گنجایش: ۵۹,۲۸۳                 |
|                  |                               |                               |                                |
| مونته‌ویدئو       | سانتیاگو                      | پورتو لاکروز                  | مدئین                          |
| ورزشگاه سنتناریو | ورزشگاه سن کارلوس ده آپوکیندو | ورزشگاه خوزه آنتونیو آنسوآتگی | مجموعه ورزشی آتاناسیو ژیراردوت |
| اروگوئه          | شیلی                          | ونزوئلا                       | کلمبیا                         |
| گنجایش: ۶۵,۲۳۵   | گنجایش: ۱۶,۰۰۰                | گنجایش: ۳۷,۴۸۵                | گنجایش: ۴۵,۷۳۹                 |
|                  |                               |                               |                                |

## مسابقات
| آمریکای جنوبی امتیاز: ۲ | اروپا امتیاز: ۶ |

| یونیورسیداد کاتولیکا | ۰–۲   | سویا                    |
| -------------------- | ----- | ----------------------- |
|                      | گزارش | - مارین ۶۰' - یایرو ۸۳' |

| دپورتیوو آنسوآتگی             | ۲–۴   | پورتو                                          |
| ----------------------------- | ----- | ---------------------------------------------- |
| - آگویلار ۳۹' - فوئنمایور ۶۲' | گزارش | - مارتینز ۵۳' - مانگالا ۶۴' - وارلا ۶۵'، ۹۰+۳' |

| اتلتیکو ناسیونال                                      | ۱–۱   | سویا                                            |
| ----------------------------------------------------- | ----- | ----------------------------------------------- |
| - شرمن کاردناس ۴۴'                                    | گزارش | - کوکه ۶۵'                                      |
| ضربات پنالتی                                          |       |                                                 |
| - اوریبه - آریاس - ناجیرا - والنسیا - گویسائو - موریو | ۴–۳   | - راکیتیچ - مورنو - کوکه - یایرو - باکا - کوتان |

| میلوناریوس | ۰–۴   | پورتو                                |
| ---------- | ----- | ------------------------------------ |
|            | گزارش | - دانیلو ۲۹'، ۵۲'، ۷۲' - مارتینز ۸۵' |

| بارسلونا         | ۱–۳   | سویا                               |
| ---------------- | ----- | ---------------------------------- |
| - کایسیدو ۴' (پ) | گزارش | - پارخا ۷۲' - یایرو ۷۹' - باکا ۸۶' |

| استودیانتس   | ۱–۰   | اتلتیکو مادرید |
| ------------ | ----- | -------------- |
| - زاپاتا ۲۳' | گزارش |                |

| اسپورتینگ کریستال | ۰–۱   | اتلتیکو مادرید |
| ----------------- | ----- | -------------- |
|                   | گزارش | - سوارس ۷۸'    |

| ناسیونال | ۰–۲   | اتلتیکو مادرید        |
| -------- | ----- | --------------------- |
|          | گزارش | - باپتیستائو ۴۶'، ۸۰' |

## گلزنان برتر
| رتبه | بازیکن         | تیم            | گل‌ها |
| ---- | -------------- | -------------- | ---- |
| ۱    | دانیلو         | پورتو          | ۳    |
| ۲    | لئو باپتیستائو | اتلتیکو مادرید | ۲    |
| ۲    | جکسون مارتینز  | پورتو          | ۲    |
| ۲    | یایرو سامپریو  | سویا           | ۲    |
| ۲    | سیلوستره وارلا | پورتو          | ۲    |